# USS Mustin (DDG-89)
USS Mustin (DDG-89) je torpédoborec třídy Arleigh Burke Flight IIA amerického námořnictva. Svůj název nese po americké námořnické rodině Mustinových. Domovským přístavem plavidla je San Diego.

## Stavba
Stavba lodi byla objednána 6. března 1998 v loděnicích Ingalls Shipbuilding v Pascagoule ve státě Mississippi. Kýl byl založen 15. ledna 2001, na vodu byla loď spuštěna 12. prosince 2001 a do služby přijata 26. července 2003.

## Služba
Od roku 2006 sloužila u 7. loďstva nasazeného v Tichém oceánu. Podílela se na humanitárních misích po záplavách v Thajsku (2011) a po řádění tajfunu Haiyan na Filipínách (2013). V letech 2012 až 2015 získala posádka ocenění Battle Effectiveness Award. Ve dnech 12. až 17. července 2015 se Mustin podílel na americko-australsko-novozélandském cvičení Talisman Sabre 2015, kdy spolu s novozélandskou fregatou HMNZS Te Kaha třídy Anzac nacvičovaly operace proti „nepřátelským“ hladinovým lodím zastoupeným americkou letadlovou lodí USS George Washington třídy Nimitz a torpédoborcem USS Fitzgerald třídy Arleigh Burke.

## Galerie

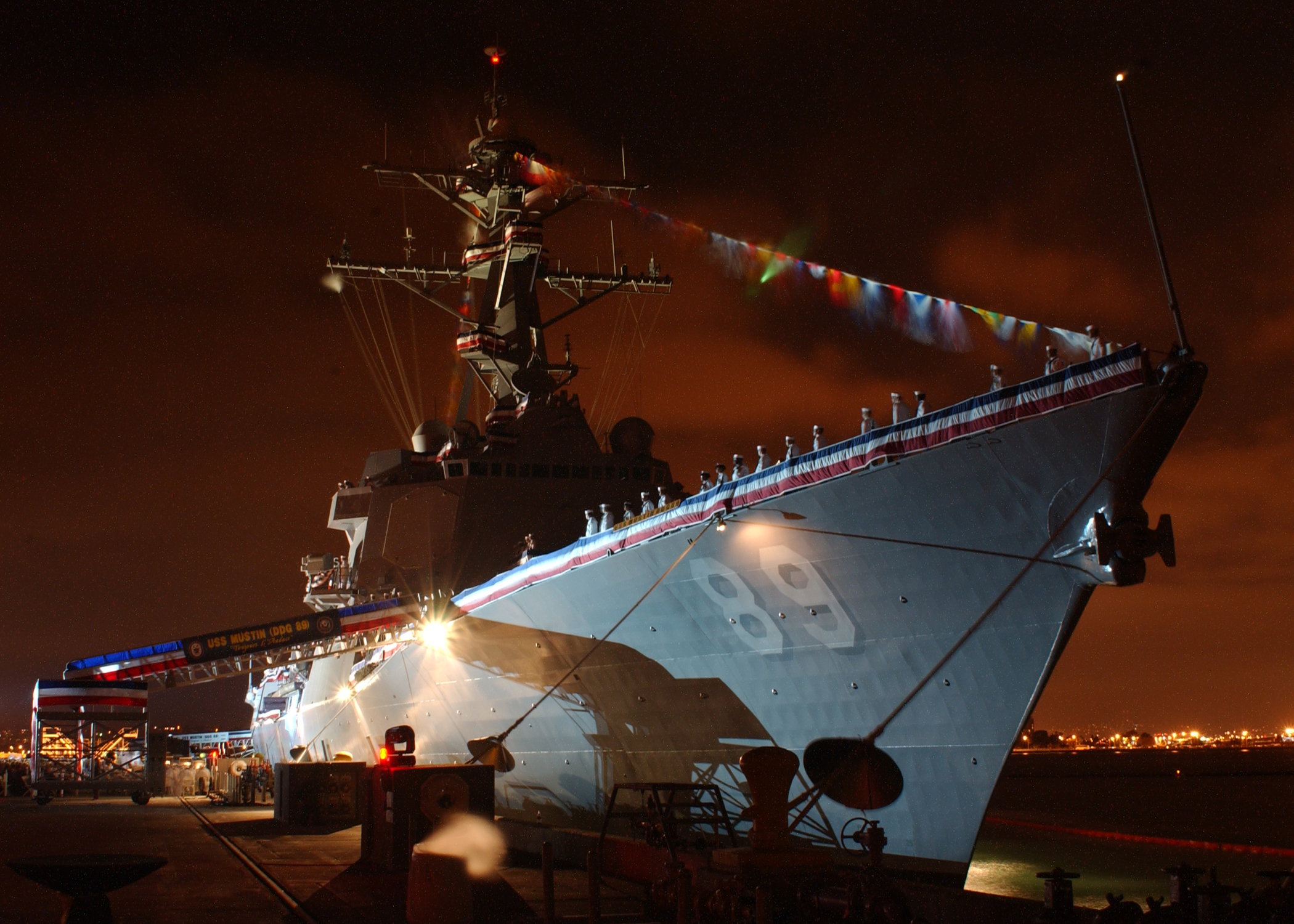
Mustin v době zařazení do služby
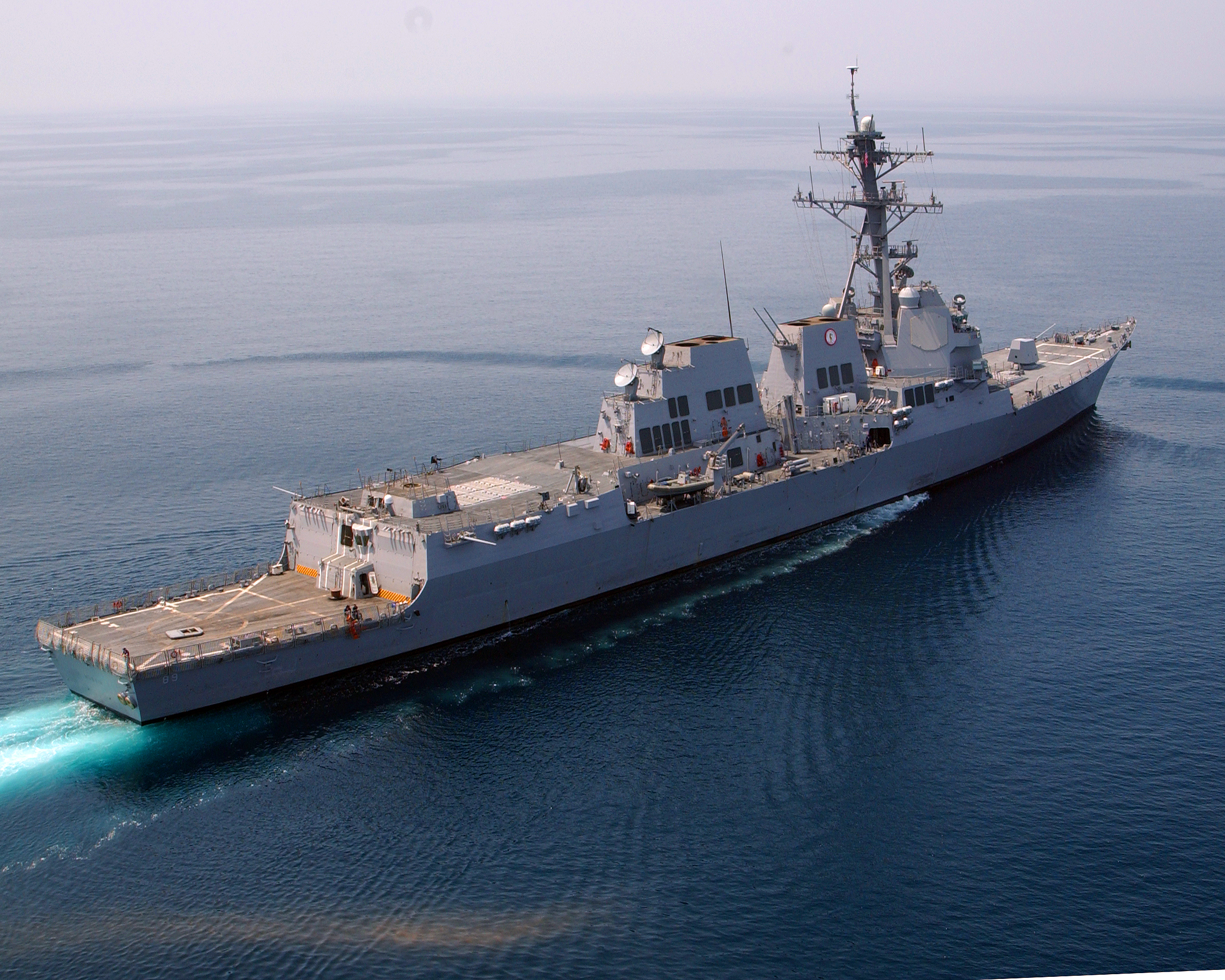
Mustin v Perském zálivu
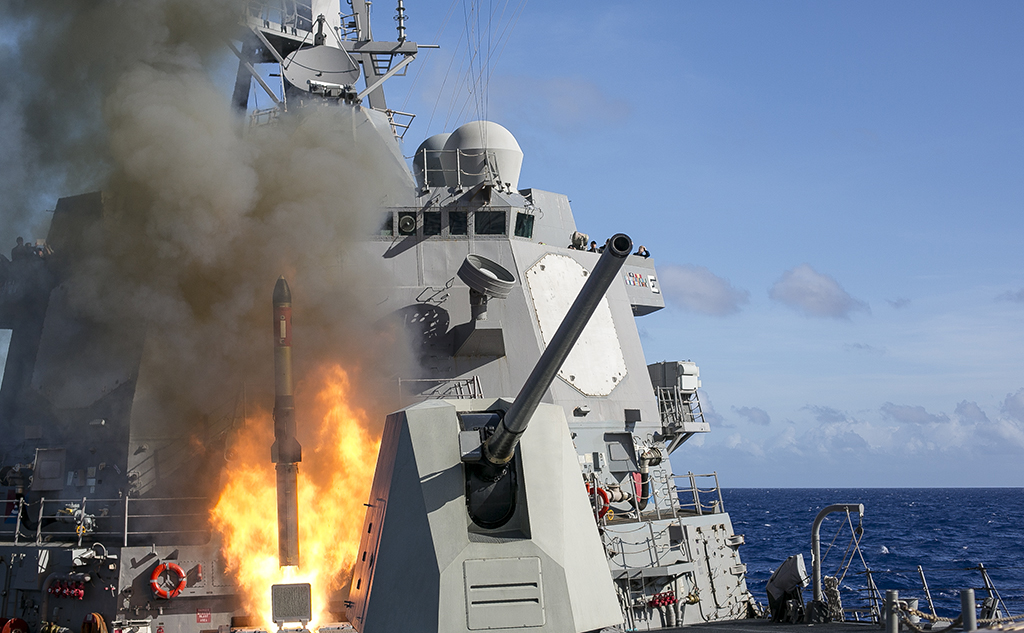
Mustin pálící raketu RUM-139
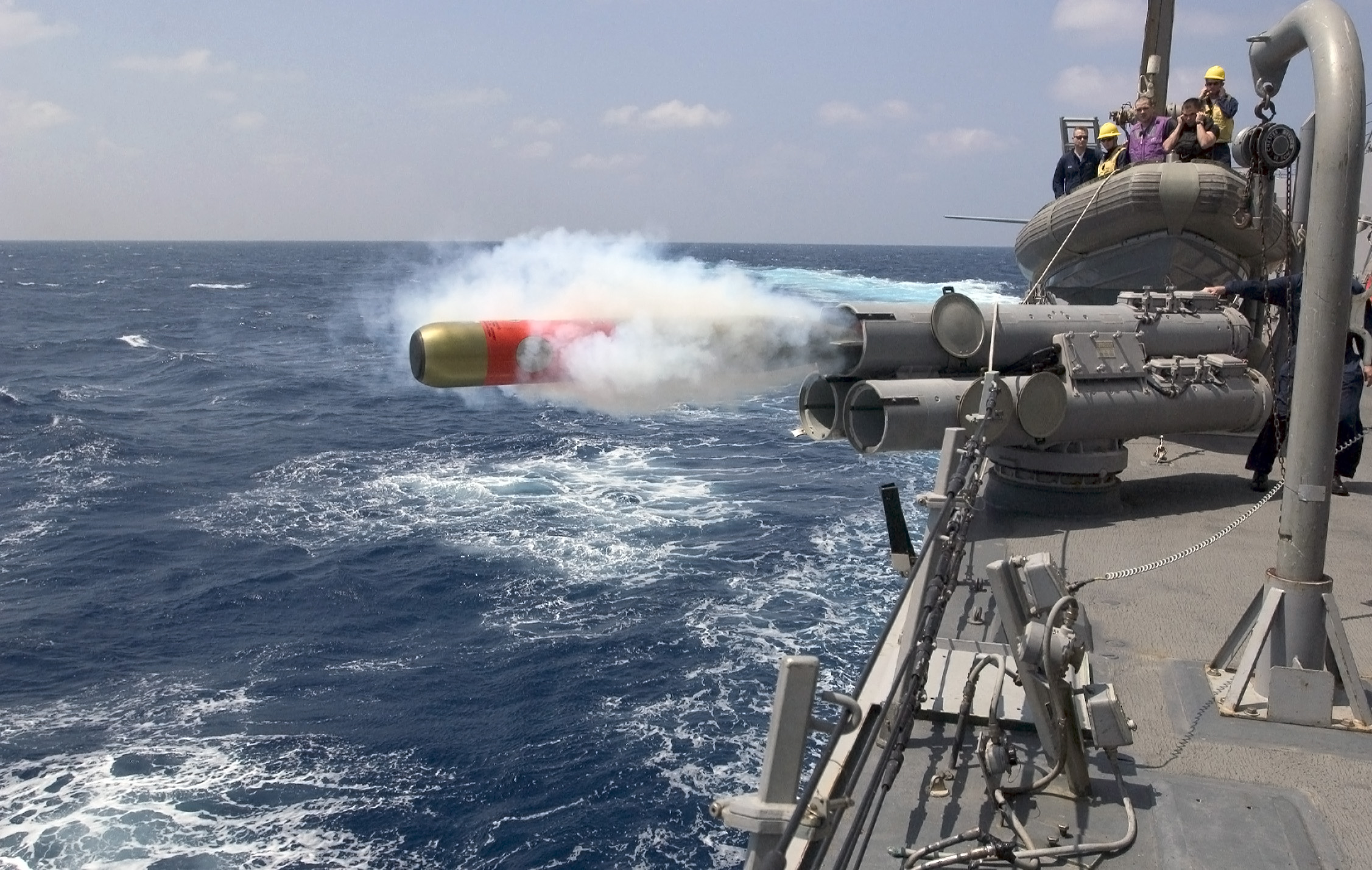
Mustin odpalující torpédo Mk 46